# Флаг Объединённых Арабских Эмиратов
Флаг Объединённых Арабских Эмиратов (араб. علم دولة الإمارات العربية المتحدة‎) — официальный государственный символ, наряду с гербом и гимном. 
Принят 2 декабря 1971 года основателем ОАЭ и первым президентом шейхом Зайдом бин Султаном Аль Нахайяном после конкурса, в котором участвовало 1030 вариантов. Победивший вариант предложил 19-летний эмиратец Абдулла Мохаммед Аль Мааина. 
Флаг выполнен в панарабских цветах: красном, зелёном, белом и чёрном, символизируя арабское единство.
Торговые суда и некоторые гражданские объединения часто используют красное полотнище с национальным флагом в крыже.

## Флаги эмиратов, входящих в ОАЭ
Все 7 эмиратов, составляющих Объединённые Арабские Эмираты, имеют свои флаги. Флаги некоторых из них, идентичны друг к другу, и даже идентичны с флагом самого ОАЭ (в случае с флагом Эмирата Эль-Фуджейра). Во флагах всех эмиратов доминируют красный (бордовый) и белые цвета.

Флаг Эмирата Абу-Даби
Флаг Эмирата Дубай
Эмират Аджман использует флаг, идентичный с флагом Эмирата Дубай
Флаг Эмирата Шарджа
Эмират Рас-эль-Хайма использует флаг, идентичный с флагом Эмирата Шарджа
Флаг Эмирата Умм-эль-Кайвайн
Эмират Эль-Фуджейра использует флаг, идентичный с флагом ОАЭ

## Флаги исторических государств, занимавших сегодняшнюю территорию ОАЭ

Флаг Дирийского Эмирата (1744—1818)
Флаг Эмирата Неджд (1818—1891)
Флаг Договорного Омана (1820—1971) — предшественника ОАЭ
Флаг независимого Эмирата Эль-Фуджейра в 1952—1972 годах